# Mouche du bleuet
Rhagoletis mendax
Espèce
La Mouche du bleuet (Rhagoletis mendax) est une espèce d'insectes diptères de la famille des Tephritidae. Elle est très semblable à la Mouche de la pomme (en) (Rhagoletis pomonella), qui est plus grosse et fait partie du même genre. Adulte, la femelle mesure environ 4,75 mm de long, alors que le mâle est légèrement plus petit. Les deux sont principalement de couleur noire avec des bandes blanches, ayant les yeux orange et une seule paire d'ailes avec des bandes noires.

## Systématique
L'espèce Rhagoletis mendax a été décrite en 1932 par l'entomologiste canadien Howard Curran (1894-1972),.

## Description
Rhagoletis mendax est un insecte ravageur des fruits de plantes de la famille des Ericaceae, tels le bleuet, la canneberge et la myrtille. La femelle adulte pond un seul œuf par fruit et chaque femelle peut pondre ainsi 25 à 100 œufs au cours de sa vie. La larve, apode, blanche avec des pièces buccales masticatrices, fait 5 à 8 mm de long. Elle mange le fruit entier en environ trois semaines, puis tombe au sol, s'y enfonce et entre en pupaison pendant deux à quatre ans.
La mouche se rencontre dans l'Est et le Sud des États-Unis ainsi que dans l'Est du Canada. En 2020, on observe son implantation plus au nord, dans la région du Saguenay—Lac-Saint-Jean. Son étendue est recensée selon la convention internationale pour la protection des végétaux par des organismes tels l'Agence canadienne d'inspection des aliments (CFIA), le Département de l'Agriculture des États-Unis (USDA) et l'Organisation européenne et méditerranéenne pour la protection des plantes (EPPO).

## Morphologie
Les œufs sont blancs et de forme allongée.

## Cycle de vie

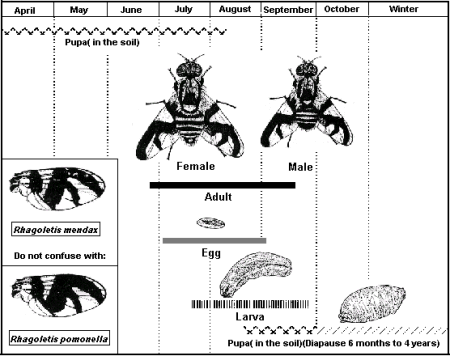
Cycle de vie de Rhagoletis mendax.

Le cycle de vie de la Mouche du bleuet est de type holométabolique, soit en quatre stages de développement : œuf,larve, pupe et adulte. Les adultes vivent généralement de 30 à 45 jours, mais peuvent vivre plus longtemps. Les femelles peuvent commencer à se reproduite à partir de 15 jours jusqu'à environ 45 jours, tout dépendant de la météo.
La phénologie de l'espèce est variée et dépend de la région géographique habitée. Dans la plupart des régions d'Amérique du Nord, les populations ont un cycle univoltine. Ainsi, par exemple, au Maine, environ 85 % de la population est univoltine, alors que le reste est semivoltine : 10 % passent trois hivers sous forme de pupe et 5 %, quatre hivers.

## Publication originale
- (en) C. H. Curran, « New North American Diptera, with notes on others », American Museum Novitates, New York, Musée américain d'histoire naturelle, vol. 526,‎ 1932, p. 1-13 (ISSN 0003-0082 et 1937-352X, OCLC 47720325, lire en ligne).